# ونرا ۱
ونرا ۱ (روسی: Венера-1 به معنای ونوس ۱)، که در غرب با نام اسپوتینک ۸ نیز شناخته می‌شود اولین فضاپیمایی بود که به سمت زهره پرواز کرد، این پروژه به عنوان بخشی از برنامه ونرا اتحاد جماهیر شوروی. محسوب می‌شود در فوریه ۱۹۶۱ به سمت زهره پرتاب شد که در ۱۹ مه همان سال پرواز کرد. با این حال، تماس رادیویی با کاوشگر قبل از پرواز قطع شد، و در نتیجه آن هیچ داده‌ای برنگشت.

## فضاپیما
ونرا ۱ با وزن ۶۴۳٫۵ کیلوگرم (۱٬۴۱۹ پوند) کاوشگری متشکل از یک بدنه استوانه ای با قطر ۱٫۰۵ متر (۳ فوت ۵ اینچ) است که بالای آن گنبدی است و ارتفاع آن در مجموع ۲٫۰۳۵ متر (۶ فوت ۸٫۱ اینچ) است این کاوشگر تا ۱٫۲ اتمسفر استاندارد (۱۲۰ کیلوپاسکال) با نیتروژن خشک تحت فشار قرار گرفت، دارای فن‌های داخلی برای توزیع یکنواخت گرما است.  دو صفحه خورشیدی که از سیلندر امتداد می‌یابند، یک باتری نقره ای را شارژ می‌کنند. یک آنتن مشبک سه متری پارابولیک برای ارسال اطلاعات از زهره به زمین با فرکانس ۹۲۲٫۸ مگاهرتز طراحی شده‌است
از آنتن ۲٫۴ متری برای انتقال سیگنال‌های موج کوتاه در فاز نزدیک به مأموریت استفاده شد. آنتن‌های چهار ضلعی نیمه کاره نصب شده بر روی پنل‌های خورشیدی، تله متری تماس تلفنی روزانه با زمین را در طول مأموریت، بر روی یک باند رادیویی درسی متری به‌صورت دایره ای قطبی قرار داد.
این کاوشگر به ابزارهای علمی از جمله مغناطیس سنج دروازه ای مجهز شد متصل به رونق آنتن، دو تله یونی برای اندازه‌گیری باد خورشیدی، ردیاب اسمانی خیلی ریز حسگرها و شمارنده گایگر لوله‌های سدیم سوسوزن برای اندازه‌گیری اشعه کیهانی؛ که به یک صفحه خورشیدی متصل شده‌است، دمای پوشش‌های آزمایشگاهی را اندازه‌گیری می‌کند. رادیومترهای مادون قرمز و / یا ماوراء بنفش ممکن است گنجانده شده باشد. گنبد شامل یک موتور KDU-414 بود که برای اصلاح دوره میانه استفاده می‌شد. کنترل دما توسط کرکره‌های حرارتی موتوری به دست می‌آمد.
در بیشتر پرواز خود، ونرا ۱ با چرخش تثبیت شد. این نخستین فضاپیمایی بود که برای انجام اصلاحات میان دوره ای، با وارد کردن حالت تثبیت ۳ محور، تثبیت در خورشید و ستاره سهیل طراحی شده‌است. در صورت رسیدن به زهره، می‌توانست حالت دیگری از تثبیت ۳ محوره، روی خورشید و زمین را تثبیت کند، و برای اولین بار از آنتن پارابولیک برای انتقال اطلاعات استفاده کند.

## راه اندازی

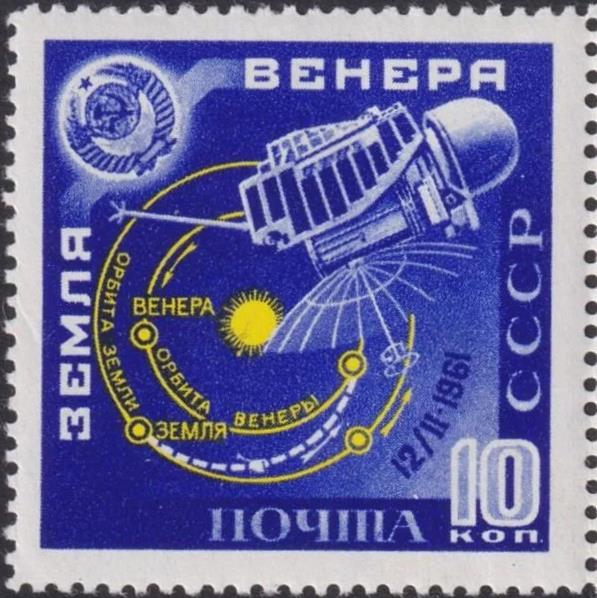
فضاپیمای ونرا 1

ونرا ۱ دومین تلاش برای پرتاب کاوشگر به زهره در فوریه ۱۹۶۱ بود، بلافاصله پس از پرتاب کاوشگر خواهر خود ونرا ۱ وی‌آ شماره ۱ (Venera1VA No.1) پرتاب شد، که نتوانست مدار زمین را ترک کند. کارشناسان اتحاد جماهیر شوروی ونرا ۱ را با استفاده از موشک حامل مولنیا از پایگاه فضایی بایکونور پرتاب کردند. این پرتاب در ساعت ۰۰:۳۴:۳۶ به وقت گرینویچ در ۱۲ فوریه ۱۹۶۱ صورت گرفت.
این فضاپیما به همراه مرحله فوقانی موشک Blok-L موشک، ابتدا در مدار زمین ۲۲۹ × ۲۸۲ کیلومتری کم زمین قرار گرفتند، قبل از اینکه مرحله بالایی شلیک شود تا "ونرا ۱" را درون یک مدار خورشید مرکزی، به سمت ونوس قرار دهد. موتور 11D33 اولین موتور موشک چرخه احتراق مرحله ای در جهان بود و همچنین اولین استفاده از یک موتور ولتاژ برای اجازهٔ کار یک موتور موشک با سوخت مایع در فضا بود.

## شکست
سه جلسه موفق از راه دور سنجی انجام شد، جمع‌آوری داده‌های پرتوی خورشیدی در نزدیکی زمین، در مغناطش زمین و در ۱۹ فوریه در فاصله ۱٬۹۰۰٬۰۰۰ کیلومتر (۱٬۲۰۰٬۰۰۰ مایل) ونرا ۱ پس از کشف باد خورشیدی با لونا ۲، اولین تأیید صحت حضور این پلاسما را در فضای عمیق ارائه داد. هفت روز بعد، جلسه برنامه‌ریزی شده بعدی تله متری رخ نداد. در ۱۹ مه ۱۹۶۱، ونرا ۱ در ۱۰۰٬۰۰۰ کیلومتر (۶۲٬۰۰۰ مایل) از زهره. با کمک تلسکوپ رادیویی انگلیس در بانک جودرل، ممکن است در ژوئن برخی سیگنالهای ضعیف از ونرا ۱ کشف شود. مهندسان اتحاد جماهیر شوروی بر این باور بودند که ونرا ۱ به دلیل گرمای بیش از حد سنسور جهت خورشیدی از بین رفته‌است.